# Caso degli emoderivati infetti nel Regno Unito
Il caso degli emoderivati infetti nel Regno Unito è un caso di cronaca emerso quando migliaia di emofilici sono risultati essere infetti dai virus HIV e dell'epatite C in seguito alla somministrazione di fattori della coagulazione forniti dal servizio sanitario nazionale (NHS) tra gli anni settanta e gli anni ottanta.
Fino all'ottobre 2017, sono stati registrati almeno 1.246 decessi in persone che hanno fatto uso di fattore VIII e fattore IX ma secondo alcune stime il numero totale di morti potrebbe raggiungere i 2.400 sebbene non siano note cifre esatte.
Gli organi di informazione hanno talvolta riportato incorrettamente i trattamenti ricevuti dagli emofilici come "trasfusioni di sangue" ma in realtà gli emoderivati utilizzati erano un prodotto farmaceutico ottenuto dal plasma in base alle norme sui farmaci (il Medicines Act) e non avevano alcuna relazione con le trasfusioni, sebbene anch'esse abbiano trasmesso infezioni in altri casi (si veda lo scandalo del sangue infetto).
Le infezioni sono state causate principalmente dal fattore VIII, un emoderivato proveniente dagli Stati Uniti e non solo. La produzione di questi farmaci comportava processi produttivi pericolosi dal punto di vista infettivo: venivano infatti utilizzati gruppi numerosi di donatori a pagamento (fino a 60.000 donatori per lotto, inclusi detenuti e tossicodipendenti) quando un solo donatore infetto sarebbe stato sufficiente a contaminare un intero lotto, che poi avrebbe a sua volta infettato i pazienti a cui veniva infuso l'emoderivato. All'epoca dello svolgimento dei fatti, negli Stati Uniti la pratica di pagare i donatori di sangue intero era cessata mentre permaneva per le donazioni di plasma. Il Regno Unito non importava sangue intero dall'estero bensì importava grandi quantità di fattore VIII somministrato agli emofilici, come descritto nel documentario Factor 8: The Arkansas Prison Blood Scandal. Motivo principale delle importazioni di prodotti emoderivati nel Regno Unito è stata la non autosufficienza a livello nazionale.
Uno studio pubblicato nel 1986 ha mostrato che il 76% delle persone che hanno utilizzato fattori della coagulazione commerciali sono stati infettati dall'HIV, al contrario di nessun caso di infezione in persone che utilizzavano il precedente trattamento mediante crioprecipitato.
Nessuna entità governativa, sanitaria o farmaceutica nel Regno Unito ha ammesso alcuna responsabilità in questo caso e non sono stati corrisposti indennizzi o risarcimenti alle persone infettate o ai loro familiari, sebbene il governo abbia fornito, attraverso un trust, dei benefici su base reddituale per alcune persone infette da HIV sopravvissute.
Successivamente nel 2024 l'esito dell'inchiesta sullo scandalo del sangue infetto ha permesso di far emergere gravi insabbiamenti da parte delle autorità britanniche negli anni '70 e '80, comportamento che portato migliaia di persone ad essere infettate da HIV ed epatite C tramite trasfusioni di sangue contaminato, lo stesso rapporto dell'inchiesta richiede risarcimenti immediati per le vittime.